# براين كيث
براين كايث (بالإنجليزية:Brian Keith)، هو ممثل أمريكي من مواليد 14 نوفمبر 1921م، وتوفي في 24 يونيو 1997م، عاش فترة حياته ممثلا لتاريخ السينما الأمريكية .

## وصلات خارجية
- براين كيث على موقع IMDb (الإنجليزية)
- براين كيث على موقع الموسوعة البريطانية (الإنجليزية)
- براين كيث على موقع ألو سيني (الفرنسية)
- براين كيث على موقع تيرنر كلاسيك موفيز (الإنجليزية)
- براين كيث على موقع أول موفي (الإنجليزية)
- براين كيث على موقع قاعدة بيانات برودواي على الإنترنت (الإنجليزية)
- براين كيث على موقع قاعدة بيانات برودواي على الإنترنت (الإنجليزية)
- براين كيث على موقع قاعدة بيانات برودواي على الإنترنت (الإنجليزية)
- براين كيث على موقع قاعدة بيانات الأفلام السويدية (السويدية)
- براين كيث على موقع إن إن دي بي (الإنجليزية)
- Camels And Brian Keith Ad 1955
- براين كيث على موقع فايند أغريف